# Carlos Bustamante (Filmemacher)
Carlos Bustamante (* 1941) ist ein mexikanischer Filmemacher, Kameramann und Fotograf. Er lebt in Berlin.

## Leben und Wirken
Im Jahre 1966 schloss er das Studium der Theaterwissenschaft an der Universität in Arizona ab und studierte von 1967 bis 1970 im zweiten Jahrgang der Deutschen Film- und Fernsehakademie Berlin (DFFB). Ab 1970 arbeitete er als freiberuflicher Kameramann. Ab 1975 bis 1977 war er Professor für Animationsfilm und Photographie an der Universität in Mexico (UNAM). Von 1989 bis 2006 war er Professor für die Theorie audiovisueller Gestaltung und Realisation an der Universität der Künste Berlin.
Neben seinen frühen eigenen Arbeiten wie Green Beret, De Oppresso Liber, Adelbert's Dilemma ist er an zahlreichen Filmen als Regisseur, Kameramann oder Darsteller beteiligt. Er arbeitete unter anderem mit Hans Magnus Enzensberger, Helma Sanders-Brahms, Günter Peter Straschek, Felipe Cazals, Affonso Beato, Hartmut Bitomsky, Harun Farocki, Skip Norman, Hartmut Jahn, Peter Wensierski und Bernward Wember. Darüber hinaus arbeitete er auch mit dem später im Hungerstreik verstorbenen RAF-Mitglied Holger Meins sowie dem 1975 erschossenen Mitglied der Bewegung 2. Juni Werner Sauber zusammen. Später wirkte er als Darsteller in Filmen jüngerer DFFB-Absolventen wie Jan Bachmann oder Julian Radlmaier mit.
Er arbeitet zudem im Kontext interdisziplinärer künstlerischer Projekte und gilt als herausragender Regisseur, Kameramann und Editor zeitgenössischer Konzertfilme und Performance-Dokumentationen.
In der Ausstellungskritik "Zwei Fotografen in Berlin: Irving Penn & Carlos Bustamante" beschreibt Wilfried Reichart die Fotoserie Bustamantes als "eine wunderbare Komposition".

## Ausstellungen Fotografie
- Zwischen Einfühlung und Distanz, Weekend Galerie Berlin 1984, mit H. Joosten, H. Langenhuijzen und M. Serenari
- German Spirituals, Kunstlicht Galerie, Berlin 1985
- Down to Earth, Fotogalerie im Wedding, Berlin 1986
- Recherches Photographiques: 7 Photographes Berlinois, V. Biennale Internationale de l'Image de Nancy 1987, France[10]
- Las flores de Roberto Koch, Robert Koch-Institut, Berlin, 2016
- Umsonst und draußen, Fotopioniere, Berlin, 2018